# Neohaplomyces cubensis
Neohaplomyces cubensis är en svampart som beskrevs av R.K. Benj. 1955. Neohaplomyces cubensis ingår i släktet Neohaplomyces och familjen Laboulbeniaceae.   Inga underarter finns listade i Catalogue of Life.